# Pyrrhopyge creona
Espèce
Pyrrhopyge creona est une espèce de lépidoptères (papillons) de la famille des Hesperiidae, de la sous-famille des Pyrginae, de la tribu des Pyrrhopygini et du genre Pyrrhopyge.

## Dénomination
Pyrrhopyge creona a été nommé par Herbert Druce en 1874.

### Nom vernaculaire
Pyrrhopyge creona se nomme Creona Firetip en anglais.

## Description
Pyrrhopyge creona est un papillon au corps trapu noir avec une ligne rouge orangé sur chaque côté du thorax et l'extrémité de l'abdomen rouge orangé.
Les ailes sont sur le dessus de couleur marron brillant avec une frange jaune et sur le revers la partie distale des ailes antérieures est marron clair, la partie basale des ailes antérieures et les ailes postérieures sont jaune d'or à jaune orangé.

## Écologie et distribution
Pyrrhopyge creona est présent au Pérou et au Brésil,.

### Protection
Pas de statut de protection particulier.